# Тацит
Публије Корнелије Тацит (лат. Publius Cornelius Tacitus; рођен око 56 – умро око 120) био је римски говорник, правник и сенатор и један од највећих античких историчара.
Његови главни радови Анали и Историје су за предмет имали историју Римског царства првог века од смрти цара Августа 14 године до смрти Домицијана 96. године.

## Биографија
Тацитови радови садрже вредне информације о његовом свету, премда недостају детаљи из његовог живота. Чак и његово име није поуздано утврђено. Оно мало што знамо долази из расутих детаља из његовог рада, писама његовог пријатеља и обожаваоца Плинија Млађег, натписа нађених у Миласи и Карији и научничких нагађања.
Тацит је рођен око 56. године у витешкој породици као и многи други латински аутори Златног и Сребрног доба. Као највероватније место рођења узима се подручје северне Италије (у античком смислу). Тачан датум и место рођења нигде нису изричито наведени. Исто је и са његовим именом. У неким писмима Сидонија Аполинара и у неким старим и неважним натписима његово име је Гај али у великом преживелом рукопису његовог рада његово име је Публије.

### Наслеђе и место рођења
Његово ниподаштавање због социјалног пењања је довело до хипотезе да је његова фамилија водила порекло од непознате гране патрицијског рода Корнелијеваца, али ниједан Корнелијевац никада није имао део имена Тацит. Старије аристократске фамилије су у великој мери биле уништене у хаосу који је пратио крај републике и Тацит је лично сматрао да за свој ранг дугује царевима из династије Флавијеваца. Хипотеза да је водио порекло од ослобођеног роба није потврђена у било којој његовој изјави, говорима које би сенатори и витезови изговарали када говоре о ослобођеницима и стога је лако одбачена.
Његов отац је вероватно био Корнелије Тацит који је био прокуратор Белгике и Германије. Син овог Корнелија Тацита је помињан од стране Плинија Млађег као пример невероватног раста и старења укључујући и брзу смрт. Ово значи да овај син није историчар али сениор Корнелије Тацит би могао да буде његов ујак. Из ове везе и пријатељства између Плинија Млађег и младог Тацита извлачи се закључак да су две фамилије из исте класе, начина живота, да су били еквити из провинцијских фамилија са значајним богатством.
Тачна провинција из које је потицао је непозната. Његова женидба са ћерком сенатора Нарбоненсиса Гнеја Јулија Агриколе може да се тумачи као да је и он из Нарбонске Галије. Можда је шпанског порекла од Фабија Јуста којем је Тацит посветио Дијалог што по некима сугерише породичну везу са Хиспанијом. Његово пријатељство са Плинијем указује на северну Италију као на његов дом. Ниједан доказ није коначан. Гнеј Јулије Агрикола је могао знати Тацита са друге стране. Марцијал посвећује поему Плинију, а не изврсном Тациту што не би био случај да је Тацит био из Хиспаније. Марцијалов често подругљив стил није одговарао Тацитовом достојанственом и озбиљном маниру. Не постоје докази да су Плинијеви пријатељи из северне Италије познавали Тацита нити Плинијева писма која наговештавају да су два пријатеља делила исту провинцију.
Његово порекло умеће и говорништво и његове повремене симпатије за варваре који су се одупирали римској власти је навело неке да помисле да је келтског порекла. Келти који су заузели Галију пре Римљана били су познати по свом умећу у говорништву али су у то време били подјармљени од Римљана.

### Јавни живот, брак и књижевна каријера
Као младић је студирао реторику у Риму, као припрему за каријеру у законодавству и политици а, можда је студирао као Плиније код Квинтилијана. 77. или 78. се оженио Јулијом Агриколом ћерком чувеног генерала Агриколе. Не знамо ништа о њиховом браку или кућном животу осим да је Тацит волео лов и чист ваздух. Почетак своје каријере дугује Веспазијану као што нам и сам каже у Историји, али је под Титусом ушао у политички живот као квестор 81. или 82. Напредовао је у почасним службама да би постао претор у 88. години и држао је позицију у религиозном већу петнаесторице, свештеника који су се старали о Сибилиним књигама и Секуларним Играма. Био је извикан као правник и говорник, његово умеће у јавном наступу тумачено је иронично у светлу његовог имена јер Тацит на латинском значи тих. Једна од његових мудрих реченица је: "што је више закона то је мање правде".
Служио је у провинцији од 89. до 93, можда као командант легије можда као цивил. Његова личност и имовина су преживеле Домицијанову власт и терор (93–96) али искуство га је учинило изнуреним и љутим. Можда се стидео због сопственог саучесништва. У сваком случају после тога је у његовим радовима евидентна мржња према тиранији. Први од своје фамилије је постао конзул 97. за време владавине Нерве. За то време је достигао врхунац своје славе као говорник када је одржао посмтрни говор славном старом војнику Вергинију Руфусу.
У следећој години написао је и објавио дела Агрикола и Германија и тиме наговестио своја литерарна настојања које ће га пратити до смрти. После нестаје са јавне сцене на коју се вратио за време владавине Трајана. 100. заједно са својим пријатељем Плинијем Млађим оптужује Марија Приска проконзула Африке због корупције. Приск је осуђен и послат у егзил и Плиније је написао неколико дана касније да је Тацит говорио „са узвишеношћу која је била карактеристика његовог стила говорништва“.
Следио је дуг период одсуствовања са политичког и јавног живота за време којег је написао неколико својих великих радова. Прво је написао Историје па затим Анале. Државо је највишу цивилну власт у римској провинцији Азији у данашњој западној Анатолији 112. или 113. како је забелжено у натпису нађеном у Маласи. Догађај у Аналима фиксира 116. као годину пре које није наступила његова смрт а могла се догодити све до 125. Непознато је да ли је имао деце иако је у Августијновој Историји поменуто да је цар Марко Клаудије Тацит изјављивао да је наследник и обезбедио чување његових радова, али као и све друго у поменутој Историји и ово је вероватно погрешно.

## Дела
Пет дела које се приписују Тациту су сачувана (или бар велики делови ових дела). Године су приближне а последње две (његови главни радови) су вероватно захтевале неколико година да би се написале.
- Дијалог о беседницима (лат. Dialogus de oratoribus) (око 80. године)
- О животу и карактеру Агриколе[4] (98. године)
- Германија (лат. De origine et situ Germanorum) (98. године)
- Историје (лат. Historiae) (око 105. године)
- Анали (лат. Annales) (око 117. године)

## Велики радови
Два велика рада која су оригинално објављена одвојено замишљена су тако да сачињавају једну едицију од тридесет књига са Аналима временски испред Историје. Иако нису писана тим редоследом дела редом излажу период од смрти Августа (14) до смрти Домицијана (96).

### Историје
У једном од првих поглавља Агриколе Тацит је рекао да је желео да прича о годинама владавине Домицијана, Нерве и Трајана. У Историји је пројекат модификован: У уводу Тацит каже да ће се владавином Нерве и Трајана бавити касније. Уместо тога он ће покрити период који је почео са грађанским ратовима годином четворице царева која се завршава деспотизмом Флавија. Само прве четири књиге и 26 поглавља пете књиге су сачуване и покривају 69. годину и почетак 70. Верује се да је рад настављен до смрти Домицијана 18. септембра 96. Пета књига садржи као увод у Титово сузбијање велике јеврејске побуне кратак етнографски извештај о античким Јеврејима и непроцењив запис о гледишту учених Римљана на ове људе.

### Анали
Анали су Тацитов последњи рад који покривају период од смрти Августа Цезара 14. године. Написао је бар 16 књига али оне од 7. до 10. и делови 5, 6, 11. и 16. недостају. Књига 6 се завршава смрћу Тиберија и књиге 7–12 садрже владавине Калигуле и Клаудија. Остале књиге садрже владавину Нерона можда до његове смрти у јуну 68. или до краја те године да би се повезале са Историјом. Друга половина књиге 16 недостаје (завршава се са догађајима из године 66). Не знамо да ли је Тацит комплетирао рад као ни да ли је завршио друге радове које је планирао да уради. Умро је пре него што је могао да заврши планиране историје Нерве и Трајана и није сачуван ниједан запис о раду на Августу Цезару и почетку Царства са којим је намеравао да заврши свој први рад као историчар. Он у својим аналима, поред осталог, помиње једно племе, које неки због сличности назива доводе у директну везу са данашњим Србима, на чијем се челу налази извесни Зорсинес.

## Мањи радови
Тацит је написао и три мања рада са различитим темама: Агрикола биографија Гнеја Јулија Агриколе, Германија монографија о земљама и племенима варварских Германа и дијалози о уметности реторике.

### Германија
Германија (лат. De Originae et situ Germanorum) је етнографски рад о различитим германским племенима изван Римског царства. Германија се издваја у традицији коју су поставили аутори од Херодота до Јулија Цезара. Књига почиње описом земље, закона и обичаја код Германа (поглавља 1–27), затим описује појединачна племена почевши од оних која су живела ближе римским земљама и завршава се са оним племенима која су живела на крајњим обалама Балтичког мора са описом примитивних и дивљих Фена и непознатим племенима иза њих. То је најоригиналнији и најважнији споменик германских традиција.

### Агрикола
Агрикола (лат. De vita et moribus Iulii Agricolae) је написан 98. и говори нам о животу Гнеја Јулија Агриколе, чувеног римског генерала и Тацитовог рођака. Он такође покрива сажето географију и етнографију античке Британије. Као у Германији Тацит супротставља слободу домородаца Брита тиранији и корупцији Царства. Књига такође садржи речиту и оштру полемику против грамежљивости и похлепе Рима.

### Дијалог
Није поуздано утврђено када је Дилајог (лат. Dialogus de oratoribus) настао али је вероватно написан после Агриколе и Германије. Многе карактеристике су узете из других Тацитових дела и то иде толико далеко да се чак оспорава да је Тацит то написао иако је увек у рукописној традицији груписано са Агриколом и Германијом. Начин писања у Дијалозима више је близак Цицероновим научним радовима – отмен али не и досадан стил што је инспирисано учењем Квинтилијана. Недостаје неслагање које је типично за Тацитове велике историјске радове. Можда је написан када је Тацит био млад. Посвета Фабију Јусту даје датум објављивања али не и датум писања. Необичан класичан стил може вероватније да се објасни тиме да су Дијалози рад који се бави реториком. За радове у реторичком жанру структура језик и стил Цицерона су били уобичајени модели.

## Извори Тацита
Тацит је био у положају да користи званичне изворе Римске државе као што су: сенатска акта и колекција одлука владе и новости у судству и главном граду. Могао је да чита и говоре неких царева као што су Тиберије и Клаудије. Тацит је био подозрив историчар који је обраћао много пажње својим историјским радовима. Мали недостаци који се појављују у Аналима би могли да буду због чињенице да је Тацит умро пре него што их је довршио и стога није могао да их прочита по завршетку. Поред ових користио је и друге историјске и литерарне изворе. Користио их је слободно и није био једностран већ је бирао између различитих извора са различитим тенденцијама.
Тацит неке од њих и директно цитира као на пример Плинија Старијег који је написао дело Германски рат (лат. Bella Germaniae) и историјски рад који је био наставак Ауфидија Басуса. Тацит је могао користити и неке колекције писама и разне белешке. Узео је неке информације из других радова историјског жанра као на пример Exitus illustrium virorum.
Ово је била колекција књига оних који су били противници царева.

## Књижевни стил
Тацитова дела су позната по својој на мах оштрој и збијеној прози, реткој блиставости као супротности попустљивом стилу неких његових савременика као што је Плутарх. Пораз римске армије 63 који је описао у првом делу Анала је једна од ретких прилика када се латио неке врсте блиставости, али и онда је радије писао о крају непријатељстава са мирноћом него да се служи дотераним фразама. У највећем делу својих списа служи се стриктним хронолошким редом у својој нарацији, тешко је уопштавао већ је остављао читаоцу да он сам направи „већу слику“ за себе.
Без обзира на то када је скицирао већу слику као на пример у уводним деловима Анала када је сумирао ситуацију при крају владавине Августа није му требало више од неколико фраза да уведе читаоца у срце приче.

## Приступ историји
Тацитов историјски стил комбинује различите приступе историји у његов сопствени метод. Постоје неке сличности са Салустијем Криспом као што су хронолошки исписане чињенице, моралне лекције и дотерано довођење у центар драматичних збивања. Његов историјски рад карактерише песимизам.
Тацит сам каже да је његов циљ да излаже чињенице без емоција као што су горчина или љубав које је у потпуности избацио из свог дела. Иако је ово најближе што се могло доћи у погледу неутралне тачке гледишта у антици постојале су извесне расправе о Тацитовој неутралности односно љубави ка другима.
У својим радовима Тацит се првенствено бавио односом снага Римског Сената и Римских Царева. Његови радови су пуни прича о корупцији и тиранији у владајућој класи. Они су потрошили њихову дуго чувану културну традицију слободе говора и самопоштовања јер су морали да се улизују царевима од којих су ретки били доброћудни.
Још једна важна тема је улога војске у доласку на власт и останку на власти појединих царева. Тацит описује водећу улогу легија које су чувале Римске границе као и војске у самом Риму Преторијанске гарде у избору царева.
Тацитова политичка каријера се одиграла углавном за време цара Домицијана тако да је искусио тиранију, корупцију и декаденцију тог доба што може да објасни његов љуте и ироничне анализе. Он упозорава на опасности неограничене моћи неутемељене на принципима, корупције која је нагризала благостање царства. Можда је та тиранија коју је искусио била узрок његовом негативном ставу према царевима из Јулијевско-Клаудијевске династије.
Без обзира на то слика коју је изградио о Тиберију у првих шест књига Анала није ни само суморна ни само одобравајућа. Велики број научника сматра да је слика Тиберија у првој књизи добра да би постала негативна у следећим књигама што је повезано са интригама Сејана.
Тацит се није устручавао да упути речи хвале али и речи осуде за исту особу често објашњавајући отворено њене позитивне особине као и оне које заслужују презирање. Док је описивао живот свог таста Агриколе, изнео је став да историчари треба да буду умерени у оцени људи. Због те његове неутралности многи каснији мислиоци су сматрали његове радове за одбрану царског система док су их други видели као одбацивање истог што је доказ да је успео у свом науму да буде објективан.

## Стил прозе
Тацитово умеће у писању је велико. Ниједан други аутор се не сматра једнаким њему изузев можда Цицерона. Његов стил се разликује како од оног из Сребрног Доба тако и од оног из Златног Доба. Додуше имао је прорачунату величанственост и речитост што је умногоме могао да захвали чињеници да је био образован у говорништву. Његов стил је крајње сажет чак и епиграмски. Реченице су ретко течне или лепе али њихова поента је увек јасна. Исти стил је био у исто време исмејан као „груб, непријатан и тежак“ и награђиван као „достојанствен, кратак и језгровито речит“.
Његови историјски радови су као центар интересовања имали психу и унутрашње мотиве личности, често са улажењем у унутрашњост појединца мада је под знаком питања колико су та улажења у унутрашњост личности исправна и убедљива. Он је најбољи када изражава дволичност, лицемерство и удвориштво. На пример, он помиње Тиберијево одбијање титуле Отац отаџбине (лат. Pater Patriae) тако што је опозивао институцију закона која забрањује издајничке говоре или писања и неосноване оптужбе које резултују судским процесима (Анали,1.72). На другом месту (Анали 4, 64–66) он пореди Тиберијеву јавну деобу новчане помоћи са његовим неуспехом да заустави злоупотребу правде. Међутим, ова врста проницања у нешто му је донела награђивање, био је такође критикован због недавања веће слике догађаја које је описивао.
Тацит за свој језик и метод највише дугује Салустију Криспу. Амијан Марцелин је каснији историчар чији рад му се највише проближава по стилу.

## Студије и схватање историје
Плиније Млађи у свом седмом писму Тациту каже: „Предвиђам а моја предвиђања су обично добра да ће твоје историје бити бесмртне“.
Тацит је запамћен као највећи и најславнији римски историчар једнак ако не и бољи од Тукидида највећег старогрчког историчара. Енциклопедија Британика сматра да је Тацит заслужио једно од највиших места међу људима од пера свих времена. Његов утицај далеко превазилази само историју. Његово дело се чита и због његових савета из морала због његовог драматичног приповедања, због његовог неупоредивог стила прозе. Као политички теоретичар је веома утицајан и ван поља историје. Политичке лекције из његовог рада иду у два смера. Први је црвени Тацит који подржава републиканске идеале а други је црни Тацит којег неки виде као лекцију из Макијавелијеве Реалне Политике.
Иако је његов рад највреднији извор за историју његовог времена његова прецизност је понекад под знаком питања. Анали су базирани на изворима из друге руке чија поузданост је непозната и постоје неке очигледне мање грешке као на пример мешање две ћерке Марка Антонија и Октавије Минор обе са именом Антонија. Историје су писане на основу докумената из прве руке и много је прецизнија када је у питању период Флавијеваца иако је Тацитова мржња према Димицијану изгледа обојила његов тон и излагање.